# Administració General de l'Estat
L'Administració General de l'Estat és una de les administracions territorials d'Espanya en què s'organitza l'administració pública d'Espanya, i es caracteritza per tenir competència sobre tot el territori d'Espanya, en oposició a altres administracions públiques que tenen limitada en la seva pròpia demarcació (municipis, províncies i comunitats autònomes), sense perjudici de les competències que tinguin atribuïdes per llei. Està dirigida pel govern d'Espanya. La Constitució Espanyola de 1978 en l'article 137 del seu títol VIII va establir un estat organitzat territorialment en províncies i municipis i comunitats autònomes que es constitueixin. Totes aquestes entitats gaudeixen d'autonomia per a la gestió dels seus respectius interessos.

## Blocs de l'Administració general de l'estat

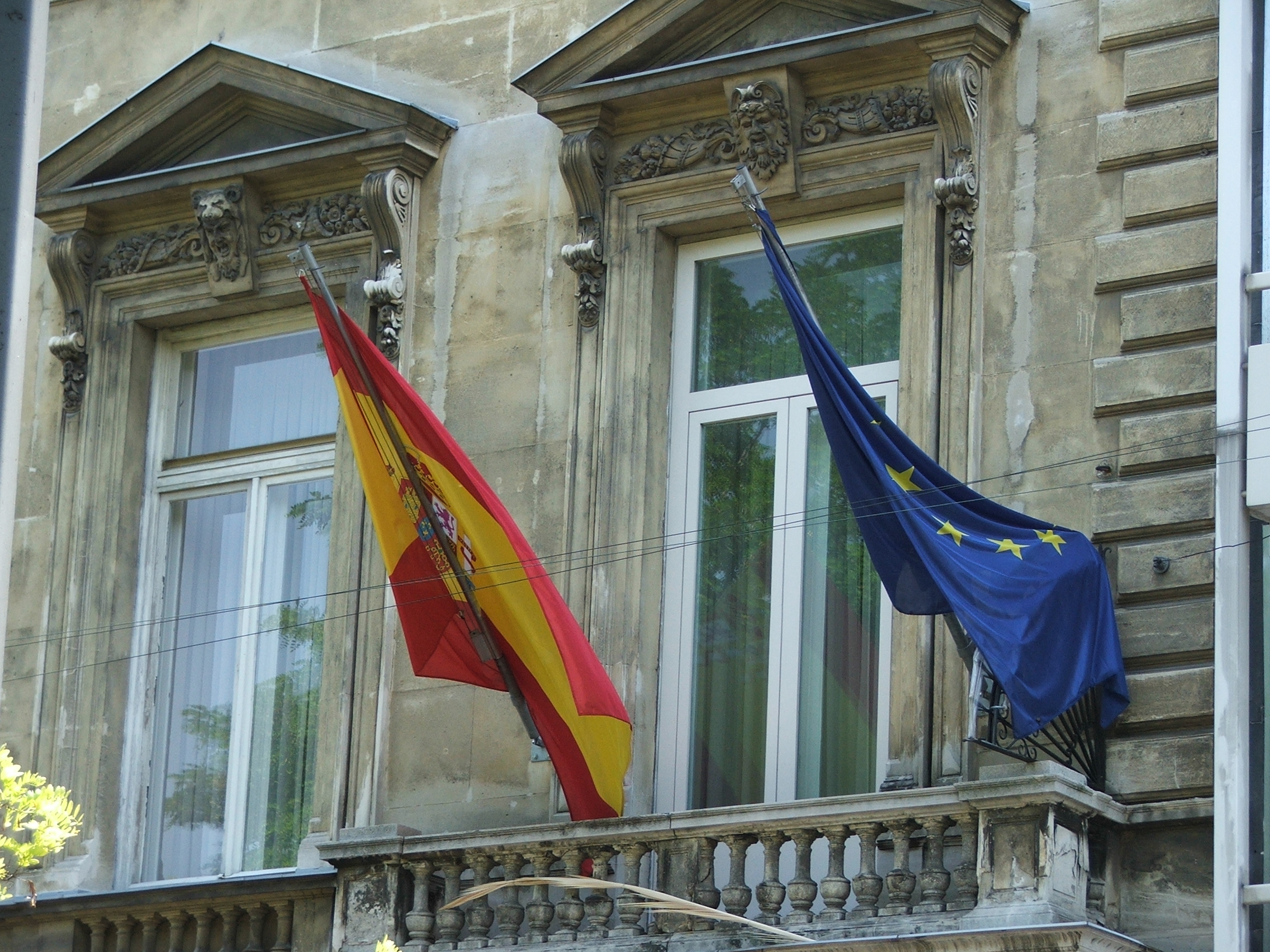
L'ambaixada espanyola a Viena forma part de l'administració exterior.

L'administració General de l'Estat està formada per tres grans blocs:
- L'Administració central: aquella part de l'administració pública que depèn del Govern d'Espanya (altrament dit govern central), constituïda per òrgans que exerceixen les seves competències en tot el territori estatal. Està integrada pel Govern o Consell de Ministres, Comissions Delegades del Govern, Ministeris, Comissió General de Secretaris d'Estat i Sotssecretaris i Comissions Interministerials.
- L'Administració perifèrica: delegacions del Govern a les comunitats autònomes i òrgans de l'administració central a les comunitats autonòmiques.
- L'Administració exterior: se li atribueix la representació d'Espanya davant altres estats o organitzacions internacionals.

Està regida per la Llei Orgànica 6/1997, de 14 d'abril d'Organització i Funcionament de l'Administració General de l'Estat (LOFAGE), la qual estableix que l'Administració General de l'Estat, sota la direcció del Govern i amb submissió plena a la llei i al dret, serveix amb objectivitat els interessos generals, desenvolupant funcions executives de caràcter administratiu. De totes maneres cal especificar que hi ha una llei específica, la Llei 50/1997 de 27 de novembre que regula la presidència del govern i el consell de ministres.

### Administració perifèrica
Consisteix en òrgans territorials que estenen les funcions de l'administració central. No constitueixen una persona jurídica distinta de l'estat central.

### Administració General de l'Estat a l'exterior
Està integrada per: les Missions Diplomàtiques, Permanents o Especials; les Representacions o Missions Permanents; les Delegacions; les Oficines Consulars; les Institucions i Organismes públics de l'AGE amb actuació a l'exterior.
De la direcció d'aquesta part de l'administració s'encarreguen els ambaixadors i els representants permanents davant d'organitzacions internacionals. Ambdós càrrecs depenen funcionalment del Ministre d'Afers Exteriors. A més, col·laboren amb aquest ministre per a formular i executar la política exterior d'Espanya.

## Estructura
L'AGE està estructurada de manera jeràrquica. I es diferència entre òrgans i unitats administratives.
Els òrgans administratius són unitats administratius amb funcions que tenen efectes jurídics davant tercers o que realitzen una actuació preceptiva. La LOFAGE els classifica en:
- Òrgans superiors: són els Ministres i els Secretaris d'Estat.
- Òrgans directius: són els Subsecretaris, els Secretaris Generals, els Secretaris Generals Tècnics, els Directors Generals, els Subdirectors Generals,[2] els Delegats del Govern a les Comunitats Autònomes[12] i els Subdelegats del Govern en les províncies.[6]
- Altres òrgans: depenen o estan dirigits per un òrgan superior o directiu.[2]

Les unitats administratives són els elements bàsics de les estructures orgàniques. Poden ser simples o complexes, les quals agrupen diverses unitats administratives.